# 恰克卡斯希普尔
恰克卡斯希普尔（Chak Kashipur），是印度西孟加拉邦South Twentyfour Parganas县的一个城镇。总人口11155（2001年）。

## 人口
该地2001年总人口11155人，其中男性6149人，女性5006人；0—6岁人口1469人，其中男743人，女726人；识字率64.81%，其中男性为71.72%，女性为56.33%。